# Jean Sibelius
Jean Sibelius, geboren als Johan Christian Julius Sibelius, (Hämeenlinna, 8 december 1865 – Järvenpää bij Helsinki, 20 september 1957) was een Fins violist, componist, muziekpedagoog en dirigent. Hij is Finlands bekendste componist.

## Leven
Jean Sibelius werd in 1865 geboren in een Zweedstalige Finse familie. In het voorjaar van 1900 ging hij op internationale tournee met Kajanus en zijn orkest en presenteerde zijn nieuwste werken (waaronder een herziene versie van zijn Eerste Symfonie) in dertien steden als Stockholm, Kopenhagen, Hamburg, Berlijn en Parijs. De critici waren uiterst positief en schreven hun enthousiaste recensies in Berliner Börsen-Courier, Berliner Fremdenblatt en Berliner Lokal Anzeiger.
Zijn bekendste werken zijn Finlandia, Valse Triste, het vioolconcert, de Karelia-suite en de Zwaan van Tuonela, een deel uit zijn Lemminkäinen-suite, maar hij schreef veel meer: zeven symfonieën, meer dan honderd liederen en geestelijke muziek. Sibelius liet zich sterk inspireren door de Kalevala, het Finse nationale epos, bijvoorbeeld in zijn koorsymfonie Kullervo. Ook verwerkte hij, geheel in de geest van het karelianisme, elementen van traditionele muziek uit Karelië in zijn werken.
Sibelius verklaarde de stijl van zijn latere werk door te stellen dat andere componisten zich bezighielden met het produceren van cocktails waar hij het publiek puur koud water aanbood. 
Na 1926 stopte Sibelius met componeren en vestigde zich in zijn huis (dat hij vernoemde naar zijn vrouw Ainola), waar hij ook in begraven werd. In 1950 werd hij onderscheiden met het Grootkruis in de Orde van de Witte Roos van Finland.

## Composities

### Werken voor orkest

#### Symfonieën
- 1892 Kullervo, symfonie voor sopraan, bariton, mannenkoor en orkest, op. 7
  1. Introductie (Johdanto), Allegro moderato (e-mineur)
  2. Kullervos jeugd (Kullervon nuoruus), Grave (B-majeur/b-mineur)
  3. Kullervo en zijn zuster (Kullervo ja hänen sisarensa), Allegro vivace (met sopraan, bariton en mannenkoor)
  4. Kullervo trekt in het gevecht (Kullervon sotaanlähtö), Alla marcia. (C-majeur)
  5. Kullervos dood (Kullervon kuolema), Andante (met mannenkoor en orkest)
- 1899 Symfonie nr. 1 in e-mineur, op. 39
  1. Andante ma non troppo - Allegro energico
  2. Andante (ma non troppo lento)
  3. Scherzo: Allegro
  4. Andante - Allegro molto (Quasi una fantasia)
- 1901-1902 Symfonie nr. 2 in D-majeur, op. 43
  1. Allegretto – Poco allegro – Tranquillo, ma poco a poco ravvivando il tempo all’allegro – Poco largamente – Tempo I – Poco allegro
  2. Tempo andante, ma rubato – Poco allegro – Molto largamente – Andante sostenuto – Andante con moto ed energico – Allegro – Poco largamente – Molto largamente – Andante sostenuto – Andante con moto ed energico – Andante – Pesante
  3. Vivacissimo – Lento e soave – Tempo primo – Lento e soave – (attacca)
  4. Finale: Allegro moderato – Moderato assai – Meno moderato e poco a poco ravvivando il tempo – Tempo I – Largamente e pesante – Poco largamente – Molto largamente
- 1907 Symfonie nr. 3 in C-majeur, op. 52
  1. Allegro moderato
  2. Andantino con moto, quasi allegretto
  3. Moderato - Allegro ma non tanto
- 1911 Symfonie nr. 4 in a-mineur, op. 63
  1. Tempo molto moderato, quasi adagio
  2. Allegro molto vivace
  3. Il tempo largo
  4. Allegro
- 1915, rev. 1916 en 1919 Symfonie nr. 5 in Es majeur, op. 82
  1. Tempo molto moderato - Allegro moderato (ma poco a poco stretto) - Vivace molto - Presto - Più Presto
  2. Andante mosso, quasi allegretto - Poco a poco stretto - Tranquillo - Poco a poco stretto - Ritenuto al tempo I
  3. Allegro molto - Misterioso - Un pochettino largamente - Largamente assai - Un pochettino stretto
- 1923 Symfonie nr. 6 in d-mineur, op. 104
  1. Allegro molto moderato
  2. Allegretto moderato
  3. Poco vivace
  4. Allegro molto
- 1924 Symfonie nr. 7 in C-majeur, op. 105
  1. Adagio
  2. Un pochettino meno adagio – poco affrettando – Vivacissimo – rallentando – Adagio – poco meno lento
  3. Allegro molto moderato – meno moderato – dolce e poco a poco più – Vivace – Presto – poco a poco rallentando – Adagio – Largamente – Affettuoso – Tempo I
- 1929 Symfonie nr. 8, (vernietigd)

#### Symfonische gedichten
- 1892 rev. 1902 En saga, symfonisch gedicht, op. 9
- 1894 rev. 1895 Vårsång (Lentelied), symfonisch gedicht, op. 16
- 1895 Skogsrået (De woudnimf), symfonisch gedicht, op. 15
- 1899 rev. 1900 Finlandia, op. 26 (versies met en zonder koor)
- 1907 Öinen ratsastus ja auringonnousu (Nachtelijke rit en zonsopgang), symfonisch gedicht, op. 55
- 1910 Dryadi (De druïde), symfonisch gedicht, op. 45
- 1913 rev. 1914 Barden (De bard), symfonisch gedicht, op. 64
- 1914 Aallottaret (De Oceaniden), symfonisch gedicht, op. 73
- 1926 Tapiola, symfonisch gedicht, op. 112

#### Concerten voor instrumenten en orkest
- 1903 rev. 1905 Vioolconcert in d-mineur, op. 47

#### Suites
- 1893 Karelia-sarja (Karelia-suite), suite voor orkest, op. 11
  1. Intermezzo
  2. Ballade
  3. Alla Marcia
- 1893-1939 Lemminkäis-sarja (Lemminkäinen-suite), op. 22
- 1899 rev. 1901 Scènes historiques I, op. 25
- 1905 Pelleas en Melisande, suite uit de toneelmuziek voor orkest, op. 46
- 1912 Scènes historiques II, suite, op. 66
- 1921 Suite mignonne, voor fluit en strijkers, op. 98/1
- 1921 Suite champêtre, voor strijkers, op. 98/2
- 1929? Suite, voor viool en strijkers, op. 117

#### Andere werken voor orkest
- 1890-1891 Ouverture in E
- 1891 Balettikohtaus (balletscène)
- 1895 rev.1904 Cassazione, op. 6
- 1894 Menuetto
- 1900 Porilaisten marssi
- 1903 Romance, voor strijkers, op. 42
- 1902 Ouverture
- 1905 Cortège
- 1906 Pohjolan tytär (Pohjola's dochter), symfonische fantasie, op. 49
- 1906 Pan & Echo, dans intermezzo, op.53
- 1909 In memoriam, begrafenismars, op. 59
- 1909 Balettikohtaus (balletscène)
- 1911 Canzonetta & Valse romantique, op. 62
- 1912-1913 2 serenades, voor viool en orkest, op. 69
- 1914 2 stukken, voor viool of cello en orkest, op. 77
- 1917 Humoresques nrs. 1-2, voor viool en orkest, op. 87
- 1917 Humoresques nrs. 3-6, voor viool en orkest, op. 89
- 1919 Promootiomarssi (Academische feestmars)
- 1919 Autrefois, scène pastorale, op.96/2
- 1920 Valse lyrique, op. 96/1
- 1920 Valse chevaleresque, op. 96/3
- 1922/1938 Andante festivo, versie voor strijkorkest en pauken
- 1925 Ett ensamt skidspår (Een eenzaam skispoor)
- 1925 Morceau romantique (sur un motif de M. Jakob de Julin)

### Werken voor harmonieorkest
- Ateenalaisten laulu (Kadettikoulun kunniamarssi)
- Isänmaalle (Tykistökoulun kunniamarssi)
- Partiomarssi

### Muziektheater

#### Opera's
| Voltooid in | titel                                                 | aktes            | première                  | libretto                                               |
| ----------- | ----------------------------------------------------- | ---------------- | ------------------------- | ------------------------------------------------------ |
| 1896        | Jungfrun i tornet (De maagd in de toren/Meisjeskamer) | 1 akte, 8 scènes | 2 november 1896, Helsinki | Rafael Hertzberg naar een Finse ballade (volksverhaal) |

#### Balletten
| Voltooid in | titel                         | aktes | première                | libretto     | choreografie |
| ----------- | ----------------------------- | ----- | ----------------------- | ------------ | ------------ |
| 1913        | Scaramouche, pantomime op. 71 |       | 12 mei 1922, Kopenhagen | Poul Knudsen |              |

#### Toneelmuziek
- 1893 Kuvaelmanusiikia/Tablåmusik (Tableaumuziek)
- 1898 Kung Kristian II (Koning Kristian II), op. 27 - tekst: Adolf Paul
- 1903 Kuolema (De dood), toneelmuziek voor het drama in 3 bedrijven van Arvid Järnefelt, op. 44
  1. Tempo di valse lente - Poco risoluto (1e akte)
  2. Moderato (Paavali's lied: 'Pakkanen puhurin poika', voor solo bariton, 2e akte)
  3. Moderato assai - Moderato (Elsa's lied: 'Eilaa, eilaa', voor solo sopraan) - Poco adagio (2e akte)
  4. Andante (de kraanvogels, 2e akte)
  5. Moderato (3e akte)
  6. Andante ma non tanto (3e akte)
- 1904-1905 Pelléas och Mélisande - tekst: Maurice Maeterlinck, Zweedse vertaling: Bertel Gripenberg
- 1906 Belsazars gästabud - tekst: Hjalmar Procopé
- 1909 Trettondagsafton (As You Like It), op. 60 - tekst: William Shakespeare, vertaling: Carl August Hagberg
- 1907 Grevinnans konterfej (Het konterfeitsel van de gravin), voor strijkers - tekst: Zacharias Topelisu
- 1925 Stormen (De storm) - tekst: William Shakespeare, vertaling: Edvard Lembcke

### Orkestliederen
- 1897 Koskenlaskian morsiammet
- 1903 I natten (’s nachts), op. 38 no.3
- 1905 Höstkväll (herfstavond), op.38 no.1
- 1914 Våren flyktar hastigt, op.13 no.4 (Runeberg)
- 1957 Kom nu hit, död (come away, death), op.60
- S'en har jag ej frågat mera (...en ik stelde verder geen vragen meer), op.17 no.1 (Runeberg)
- Sången om korsspindeln (lied van de kruisspin), op.27
- Soluppgång op.37 no.3
- På verandan vid havet (op een veranda bij de zee), op.38 no.2
- Demanten på marssnön op.36 no.6
- Luonnotar, voor sopraan en orkest (aangeduid als symfonisch gedicht)(Kalevala) op.70

### Overige composities
- Adagio in d-mineur
- De Bevrijde Koningin
- Strijkkwartet in Bes majeur
- Strijkkwartet in d-mineur